# Alcorn County (Mississippi)
34°52′48″N 88°34′48″V / 34.88000°N 88.58000°V
Alcorn County er et county i den amerikanske delstat Mississippi. Alcorn County blev grundlagt i 1870 og havde i 2006 en befolkning på 35.589 , med en befolkningstæthed på 34,24 indb./km². Det samlede areal er 1.039 km², hvoraf 1.036 er land.
Administrtivt centrum i Alcorn County er Corinth.